# Plexippoides digitatus
Plexippoides digitatus är en spindelart som beskrevs av Peng X., Li S. 2002. Plexippoides digitatus ingår i släktet Plexippoides och familjen hoppspindlar. Inga underarter finns listade i Catalogue of Life.